# Saison 1 de Queer as Folk
Chronologie
Saison 2
Cet article présente le guide des épisodes de la première saison du feuilleton télévisé Queer as Folk.

## Épisodes

### Épisode 1:Première fois
- Titre original : Premiere
- Numéro(s) : 1 (1- 1)
- Scénariste(s) : Ron Cowen - Daniel Lipman
- Réalisateur(s) : Russell Mulcahy
- Diffusion(s) : 
  -  États-Unis /  Canada : 3 décembre 2000 sur Showtime / showcase
  -  France : 26 septembre 2002 sur Jimmy et 30 avril 2005 sur Pink TV
  -  Belgique : sur Plug TV
- Résumé : Une simple nuit de drague se complique pour Michael, Brian, Ted et Emmett lorsque deux arrivées frappent la scène gay de Pittsburgh. Justin, 17 ans, qui fait ses premiers pas sur Liberty Avenue et tombe instantanément sous le charme de Brian, et Lindsay qui donne naissance au fils de Brian aux côtés de sa partenaire Melanie.

### Épisode 2:Père de famille
- Titre original : Queer, There and Everywhere
- Numéro(s) : 2 (1- 2)
- Scénariste(s) : Ron Cowen - Daniel Lipman
- Réalisateur(s) : Russell Mulcahy
- Diffusion(s) : 
  -  États-Unis /  Canada : 3 décembre 2000 sur Showtime / showcase
  -  France :
  -  Belgique : sur Plug TV
- Résumé : Brian évite Justin tout en continuant ses cabrioles avec un des clients de son agence publicitaire. Michael essaye d'éviter une de ses collègues de travail qui a un petit faible pour lui, mais se retrouve piégé et obligé d'aller à un rendez-vous avec elle. Lindsay essaye d'empêcher Brian de fuir ses responsabilités financières en lui demandant de souscrire une assurance vie au profit de leur fils. Et Debbie rencontre Sunshine.

### Épisode 3:Brian remporte le morceau
- Titre original : No Bris, No Shirt, No Service
- Numéro(s) : 3 (1- 3)
- Scénariste(s) : Ron Cowen - Daniel Lipman
- Réalisateur(s) : Russell Mulcahy
- Diffusion(s) : 
  -  États-Unis : 10 décembre 2000 sur Showtime
  -  France :
  -  Canada :
  -  Belgique : sur Plug TV
- Résumé : Melanie et Lindsay organisent une belle cérémonie pour la circoncision de leur fils mais Brian, qui avait décidé d'ignorer l’événement, y fait finalement irruption, annonçant qu'il n'a pas l'intention de laisser son fils être « mutilé » au lieu d'être accepté tel qu'il est né. Emmett tombe amoureux d'un prostitué asiatique et crois par erreur que ce sentiment est partagé. Ted ramène du Babylon un gars jeune et mignon qu'il emmène chez lui, mais il fait une overdose de kétamine et est laissé pour mort.

### Épisode 4:Cœurs de mère
- Titre original : Ted's Not Dead
- Numéro(s) : 4 (1- 4)
- Scénariste(s) : Richard Kramer
- Réalisateur(s) : Kevin Inch
- Diffusion(s) : 
  -  États-Unis : 17 décembre 2000 sur Showtime
  -  France :
  -  Canada :
  -  Belgique : sur Plug TV
- Résumé : Alors que Ted est dans le coma à la suite de son overdose, Brian est ennuyé de découvrir qu'il est l'exécuteur testamentaire de Ted. Michael et Emmett débarrassent l'appartement de Ted de tout objet pornographique avant que sa mère n'arrive, quand ils découvrent un autel photographique dédié à Michael. Jennifer pose à Justin LA question qu'elle avait peur de poser. Et Ted se réveille de son coma pour trouver Brian en train de coucher avec un infirmier dans sa chambre d'hôpital.

### Épisode 5:Un mari idéal
- Titre original : Now Approaching... The Line
- Numéro(s) : 5 (1- 5)
- Scénariste(s) : Jason Shafer
- Réalisateur(s) : Kari Skogland
- Diffusion(s) : 
  -  États-Unis : 7 janvier 2001 sur Showtime
  -  France :
  -  Canada :
  -  Belgique : sur Plug TV
- Résumé : Michael va à son tout premier rendez-vous galant avec le bel ostéopathe Dr David, tout en essayant d'éviter Tracy à son travail. Après avoir failli mourir, Ted fait l'inventaire dans sa vie. Un client potentiel propose un gros contrat à Brian à condition que celui-ci donne un peu de sa « personne » en échange. Justin doit faire face à ses problèmes avec sa mère, ce qui oblige Brian à faire de même concernant son propre père.

### Épisode 6:Un bon coup de crayon
- Titre original : The Art of Desperation
- Numéro(s) : 6 (1- 6)
- Scénariste(s) : Jonathan Tolins
- Réalisateur(s) : Kari Skogland
- Diffusion(s) : 
  -  États-Unis : 21 janvier 2001 sur Showtime
  -  France :
  -  Canada :
  -  Belgique : sur Plug TV
- Résumé : Michael et David deviennent de plus en plus proches au grand dam de Brian. La quête de Ted pour se trouver un mec moyen et stable se solde par la découverte d’un mec vraiment trop moyen, ce qui renvoie Ted au Babylon où il se retrouve face à Blake. Justin rencontre Melanie et Lindsay qui sont impressionnées par ses dessins et par son exubérance juvénile. Lindsay l’encourage à présenter son travail à l’exposition du Gay&Lesbian Center.

### Épisode 7:Un jour mon prince viendra
- Titre original : Smells Like Codependence
- Numéro(s) : 7 (1- 7)
- Scénariste(s) : Ron Cowen - Daniel Lipman
- Réalisateur(s) : David Wellington
- Diffusion(s) : 
  -  États-Unis : 28 janvier 2001 sur Showtime
  -  France :
  -  Canada :
  -  Belgique : sur Plug TV
- Résumé : Michael et David montrent tous les signes d’une « relation sérieuse » dont le principal est un week-end à la campagne. Brian interrompt le week-end romantique pour lui parler de l’accident qui a détruit sa Jeep. Mais ce n’était pas un accident. Le père de Justin conduisait la deuxième voiture, furieux d’avoir découvert que son fils était gay, et considérant qu’il avait été entraîné dans cette vie par un homme plus âgé.

### Épisode 8:Mon homme est une femme
- Titre original : Babylon Boomerang
- Numéro(s) : 8 (1- 8)
- Scénariste(s) : Richard Kramer
- Réalisateur(s) : Steve Dimarco
- Diffusion(s) : 
  -  États-Unis : 4 février 2001 sur Showtime
  -  France :
  -  Canada :
  -  Belgique : sur Plug TV
- Résumé : Le père de Justin attaque Brian physiquement puis pose un ultimatum à son fils : soit il rentre à la maison avec lui, soit il ne revient jamais, mais l’attitude impossible de Mr Taylor envoie son fils hors de sa maison pour de bon. Debbie souffrant d’extrême fatigue au travail et son stress financier sont des raisons suffisantes pour que Michael décide de jouer les hétéros au Big Q alors qu’il vise une promotion, quitte à utiliser Tracy au passage.

### Épisode 9:Cybermec, Pælla et crustacé
- Titre original : Daddy Dearest (Sonny Boy)
- Numéro(s) : 9 (1- 9)
- Scénariste(s) : Jason Shafer - Jonathan Tolina
- Réalisateur(s) : John Greyson
- Diffusion(s) : 
  -  États-Unis : 11 février 2001 sur Showtime
  -  France :
  -  Canada :
  -  Belgique : sur Plug TV
- Résumé : Emmett prend des « leçons » de l’incarnation virile de son pseudo internet. Michael rencontre les amis du Dr David au cours d’un dîner qui vire au cauchemar. Après coup, le docteur demande à Michael d’emménager chez lui. Lindsay et Melanie amènent Gus d’urgence à l’hôpital mais seuls les parents biologiques sont autorisés à entrer, ce qui oblige Melanie à rester dans la salle d’attente. Brian envisage d’abandonner ses droits parentaux au profit de Melanie, mais refuse finalement.

### Épisode 10:L'amour est enfant de bohème
- Titre original : Queens of the Road
- Numéro(s) : 10 (1- 10)
- Scénariste(s) : Doug Guinan
- Réalisateur(s) : John L'écuyer
- Diffusion(s) : 
  -  États-Unis : 18 février 2001 sur Showtime
  -  France :
  -  Canada :
  -  Belgique : sur Plug TV
- Résumé : Après que Brian a viré Justin du loft, l’adolescent s’enfuit à New York, ce qui oblige Brian et les garçons à partir en virée pour le suivre. Ils le retrouvent et le ramènent à Pittsburgh, où il s’installe chez Debbie. À l’inverse, Michael refuse de s’installer chez David. Ce dernier décide donc de mettre fin à leur relation. Lindsay dit à Melanie qu’elle voudrait rester à la maison avec le bébé plutôt que de retourner travailler, et Melanie exauce son vœux en faisant un sacrifice financier.

### Épisode 11:Michael entre dans le3eâge
- Titre original : Surprise !
- Numéro(s) : 1 (1- 11)
- Scénariste(s) : Jason Shafer - Jonathan Tolins
- Réalisateur(s) : Michael DeCarlo
- Diffusion(s) : 
  -  États-Unis : 25 février 2001 sur Showtime
  -  France :
  -  Canada :
  -  Belgique : sur Plug TV
- Résumé : Les événements accompagnant le trentième anniversaire de Michael sont loin d’être festifs, sachant que Melanie sent qu’elle s’éloigne de plus en plus de Lindsay, et qu'Emmett a peur d’être séropositif, ce qui le force à promettre à Dieu de ne plus jamais toucher à un homme. Mais le vrai drame se produit après que Debbie ai demandé à Brian de laisser Michael tranquille afin qu’il puisse être heureux avec David. Brian organise alors une fête d’anniversaire surprise pour Michael où le plus grand choc arrive quand Tracy vient et découvre que Michael est gay.

### Épisode 12:Michael change de décor
- Titre original : Move It or Lose It
- Numéro(s) : 1 (1- 12)
- Scénariste(s) : Richard Kramer - Ron Cowen - Daniel Lipman
- Réalisateur(s) : John Greyson
- Diffusion(s) : 
  -  États-Unis : 4 mars 2001 sur Showtime
  -  France :
  -  Canada :
  -  Belgique : sur Plug TV
- Résumé : Après avoir eu peur d’être séropositif, et avoir fait sa promesse à Dieu, Emmett « voit la lumière » et rejoint un groupe de discussion/thérapie espérant y retrouver une vie hétérosexuelle. Inversement, Ted récupère tous les mecs rejetés par Brian alors que celui-ci essaye de combler le vide que Michael a laissé dans sa vie. Lindsay et Melanie laissent Brian et leurs problèmes financiers se mettre en travers de leur relation ce qui les sépare davantage. Michael s’installe officiellement chez David mais toutes ses affaires ont du mal à y trouver leur place.

### Épisode 13:Emmet a vu la lumière
- Titre original : Very Stupid People
- Numéro(s) : 1 (1- 13)
- Scénariste(s) : Drew Z. Greenberg
- Réalisateur(s) : Ron Oliver
- Diffusion(s) : 
  -  États-Unis : 11 mars 2001 sur Showtime
  -  France :
  -  Canada :
  -  Belgique : sur Plug TV
- Résumé : Emmett continue à explorer la vie hétéro et découvre que ses amis gay sont prêts à tout pour le « corrompre », y compris à envoyer son acteur porno préféré chez lui. Brian se tape un subalterne au travail et se retrouve poursuivi, ainsi que son agence, pour harcèlement sexuel. Melanie rencontre une femme avec qui elle a une aventure ce qui rompt sa relation avec Lindsay et la force à déménager.

### Épisode 14:Et Dieu créa les Gays
- Titre original : A Change of Heart
- Numéro(s) : 1 (1- 14)
- Scénariste(s) : Doug Guinan
- Réalisateur(s) : Michael DeCarlo
- Diffusion(s) : 
  -  États-Unis : 18 mars 2001 sur Showtime
  -  France :
  -  Canada :
  -  Belgique : sur Plug TV
- Résumé : Brian demande à Melanie de l’aider à propos de ses poursuites pour harcèlement, mais Justin donne un coup de main – et de bite – en effrayant Kip. Emmett embrasse le monde hétéro et commence à sortir avec une « ex-lesbienne » qui a aussi vu la lumière. Ils finissent par abandonner leur quête de la lumière quand Ted les convainc que Dieu les aime peu importe qui ils aiment. Michael ment à David afin de voir Brian puisque le docteur lui a fait promettre de s’éloigner de Brian. Mais ce dernier convainc David qu’il ne peut pas garder son petit ami grâce à des ultimatums.

### Épisode 15:Tu seras un père, mon fils
- Titre original : The Ties That Bind
- Numéro(s) : 1 (1- 15)
- Scénariste(s) : Garth Wingfield
- Réalisateur(s) : Alex Chapple
- Diffusion(s) : 
  -  États-Unis : 25 mars 2001 sur Showtime
  -  France :
  -  Canada :
  -  Belgique : sur Plug TV
- Résumé : Michael est mal à l’aise dans son rôle de « belle-mère » depuis que le fils de David est arrivé, jusqu’à ce qu’il réalise que les problèmes du garçon ont plus à voir avec le fait que son père a besoin de planifier chaque minute qu’ils passent ensemble. Ted, se sentant englué dans la routine, décide d’explorer le monde SM. Brian apprend que son père Jack est atteint d’un cancer et mourant. En retour, Brian lui révèle qu’il est gay et ne reçoit qu’une réaction froide, jusqu’à ce qu’il présente son petit-fils à Jack.

### Épisode 16:Un homme et un homme
- Titre original : French Fried
- Numéro(s) : 1 (1- 16)
- Scénariste(s) : Jason Schafer
- Réalisateur(s) : Jeremy Podeswa
- Diffusion(s) : 
  -  États-Unis : 1er avril 2001 sur Showtime
  -  France :
  -  Canada :
  -  Belgique : sur Plug TV
- Résumé : Michael se rebelle pour ne pas devenir le garçon entretenu de David mais ses amis le convainquent d’oublier ca et d’accepter un voyage à Paris. Melanie cherche du réconfort auprès de ses amis quand un mystérieux français nommé Guillaume s’installe chez Lindsay. Ils annoncent qu’ils vont se marier pour qu’il puisse rester dans le pays. Justin essaye en vain de créer une Alliance d’Étudiant Gay/Hétéro à l’école après avoir souffert des insultes de Chris Hobbs. Il récupère la monnaie de sa pièce quand Hobbs va faire un tour sur Liberty Avenue puisqu’il révèle tout de leur petite session de masturbation dans les vestiaires.

### Épisode 17:Snob mais pas trop
- Titre original : Solution (How TLFKAM Got Her Name Back)
- Numéro(s) : 1 (1- 17)
- Scénariste(s) : Jonathan Tolins
- Réalisateur(s) : Michael DeCarlo
- Diffusion(s) : 
  -  États-Unis : 8 avril 2001 sur Showtime
  -  France :
  -  Canada :
  -  Belgique : sur Plug TV
- Résumé : Michael et David accueillent une collecte de fonds politique pour un sénateur, mais Michael décide de ne pas inviter sa famille et ses amis. Cependant, cela ne les empêchent pas d’y venir et de transformer la soirée en une réelle fête. Justin continue d’être harcelé à l’école, mais même le principal refuse de le laisser créer son Alliance d’Étudiant Gay/Hétéro, du moins jusqu’à ce que Justin rallie le sénateur à sa cause. Brian abandonne ses droits parentaux au profit de Melanie à la condition que celle-ci se remette avec Lindsay, ce qui met fin au projet de mariage frauduleux.

### Épisode 18:Devine avec qui je couche
- Titre original : Surprise Kill
- Numéro(s) : 1 (1- 18)
- Scénariste(s) : Jason Schafer - Jonathan Tolins
- Réalisateur(s) : Russell Mulcahy
- Diffusion(s) : 
  -  États-Unis : 15 avril 2001 sur Showtime
  -  France :
  -  Canada :
  -  Belgique : sur Plug TV
- Résumé : Michael se fait draguer au Babylon la même nuit où Brian tombe nez à nez avec David aux Bains. Au début, Michael ne peut pas accepter une relation aussi ouverte mais il réalise finalement qu’il est comblé avec leur relation amoureuse, même s’il est toujours possible qu’ils fassent des écarts, comme les hommes le font. Ted reprend contact avec Blake, le gars mignon qui l’a laissé pour mort après son overdose. Justin est accepté à Dartmouth en section business et à l’Institut des beaux-arts de Pittsburgh pour ses dessins. Au début, le choix entre les deux est évident mais il découvre ensuite que ses parents vont divorcer.

### Épisode 19:Gueule d'amour
- Titre original : Good Gried !
- Numéro(s) : 1 (1- 19)
- Scénariste(s) : Garth Wingfield
- Réalisateur(s) : David Wellington
- Diffusion(s) : 
  -  États-Unis : 22 avril 2001 sur Showtime
  -  France :
  -  Canada :
  -  Belgique : sur Plug TV
- Résumé : Daphne demande à Justin d’être son « premier » avant qu’elle ne couche avec son petit copain. Les choses deviennent très vite bizarres entre les deux amis quand cette expérience a une plus grande importance pour Daphne qu’elle n’en a pour Justin. Ted continue de fréquenter Blake malgré les objections d’Emmett. Le père de Brian meurt et Brian a du mal à faire le deuil de cet homme qui ne lui a jamais montré le moindre signe d’affection.

### Épisode 20:Vive la Reine
- Titre original : The King of Babylon
- Numéro(s) : 1 (1- 20)
- Scénariste(s) : Jason Schafer - Jonathan Tolins
- Réalisateur(s) : Russell Mulcahy
- Diffusion(s) : 
  -  États-Unis : 29 avril 2001 sur Showtime
  -  France :
  -  Canada :
  -  Belgique : sur Plug TV
- Résumé : Brian inscrit David au concours du King of Babylon. Le bon docteur joue le jeu pour prouver à chacun qu’il n’est pas aussi vieux qu’il - ou que Michael - ne le pense. Emmett rencontre un mec avec qui il passe par toutes les étapes d’une romance en une nuit. Les garçons réservent un accueil plutôt froid à Blake jusqu’à ce que celui-ci trouve un moyen d’obtenir l’argent nécessaire pour libérer Vic, arrêté dans les toilettes du centre commercial pour exhibitionnisme. Justin en a assez d’être le plan de secours de Brian et se retrouve couronné Roi du Babylon.

### Épisode 21:Oh vieillesse
- Titre original : Running to Stand Still
- Numéro(s) : 1 (1- 21)
- Scénariste(s) : Garth Wingfield
- Réalisateur(s) : Michael DeCarlo
- Diffusion(s) : 
  -  États-Unis : 6 mai 2001 sur Showtime
  -  France :
  -  Canada :
  -  Belgique : sur Plug TV
- Résumé : Brian est nommé Publicitaire de l’année et est encouragé à postuler pour un poste à New York. Ted trouve une fiole de crystal meth dans la veste de Blake. Vic se défend contre les fausses accusations d’exhibitionnisme. L’ex-femme de David divorce de son second mari, ce qui oblige David à partir pour Portland afin d’aider son fils à traverser cette épreuve. Quand il revient, il décide qu’il veut y emménager définitivement et demande à Michael de venir avec lui. Après y avoir réfléchit, il accepte sans savoir que les plans de Brian pour partir à New York sont tombés à l’eau.

### Épisode 22:Garde ta dernière danse
- Titre original : Full Circle
- Numéro(s) : 1 (1- 22)
- Scénariste(s) : Ron Cowen - Daniel Lipman
- Réalisateur(s) : Alex Chapple
- Diffusion(s) : 
  -  États-Unis : 13 mai 2001 sur Showtime
  -  France :
  -  Canada :
  -  Belgique : sur Plug TV
- Résumé : C’est le trentième anniversaire de Brian et en ce qui le concerne, sa vie est terminée. Les plans de Michael pour partir à Portland sont remis en question quand David décide de contrôler tout le déménagement. Ted est forcé d’admettre que Blake est une cause perdue quand celui-ci sort de désintoxication juste après y être entré. Justin et Daphne vont à leur bal de promotion ensemble. Brian arrive et partage avec Justin une danse romantique. Le bonheur est de courte durée puisqu’après cela, Chris Hobbs attaque Justin armé d’une batte de baseball. Brian se précipite à l’aide de Justin puis appelle Michael à la rescousse, empêchant celui-ci de prendre son avion avec David.